# Michel Gulbicki
Michel Gulbicki (ur. 3 sierpnia 1987 w Braniewie) – piłkarz ręczny pochodzący z Polski występujący w reprezentacji Luksemburga.
W 2004 roku po raz pierwszy został powołany do reprezentacji Luksemburga w piłce ręcznej mężczyzn. W reprezentacji narodowej Luksemburga wystąpił 31 razy i strzelił 40 goli.
Był zawodnikiem klubów HC Bierchem i HB Diddeleng.